# Konradowo (Poméranie)
Pour les articles homonymes, voir Konradowo.
Konradowo (Strzegomino en Pologne) est une localité polonaise de la gmina rurale de Dębnica Kaszubska située dans le powiat de Słupsk en voïvodie de Poméranie. Elle se trouve à environ 14 km au sud-est de Słupsk et 96 km à l'ouest de la capitale régionale Gdańsk.

## Géographie

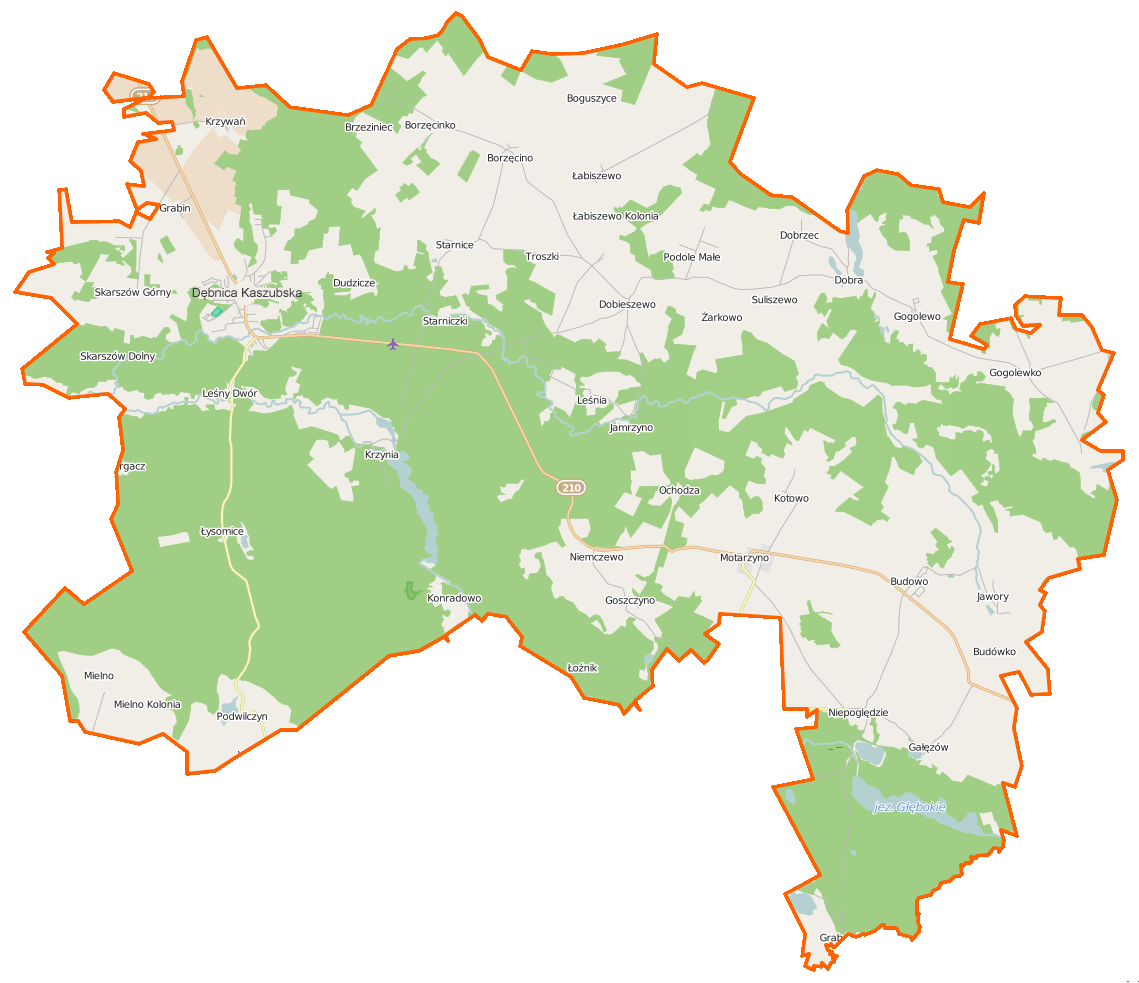
Carte de la gmina de Dębnica Kaszubska.

À proximité se trouve le réservoir du barrage de Konradowo, d'une superficie de 100 ha et d'une capacité de 5,1 millions de m3, créé à la suite de la construction de la centrale hydroélectrique « Strzegomino » en 1924.
Au 30 juin 2018, le nombre d'habitants était de six personnes.

## Galerie

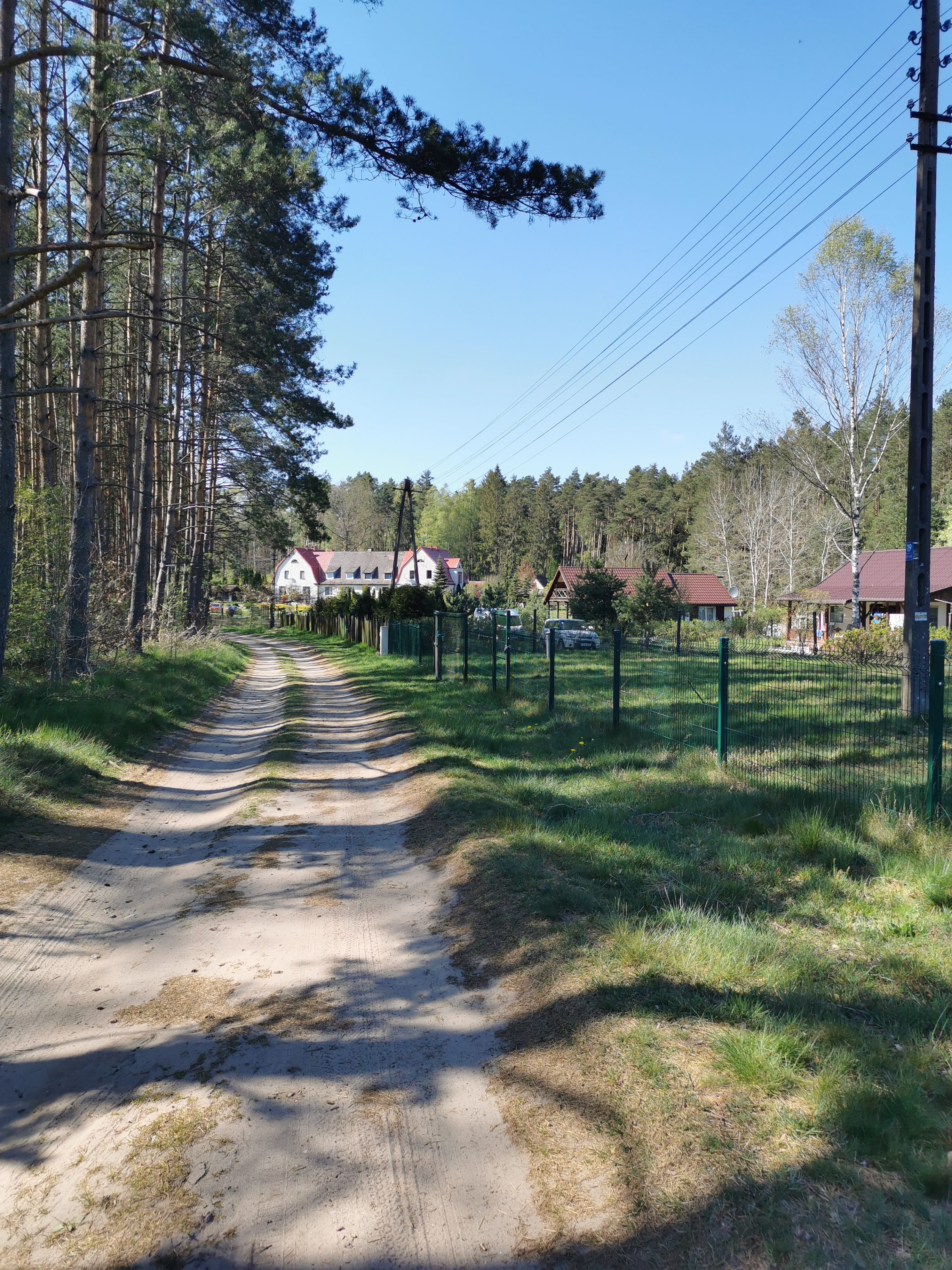
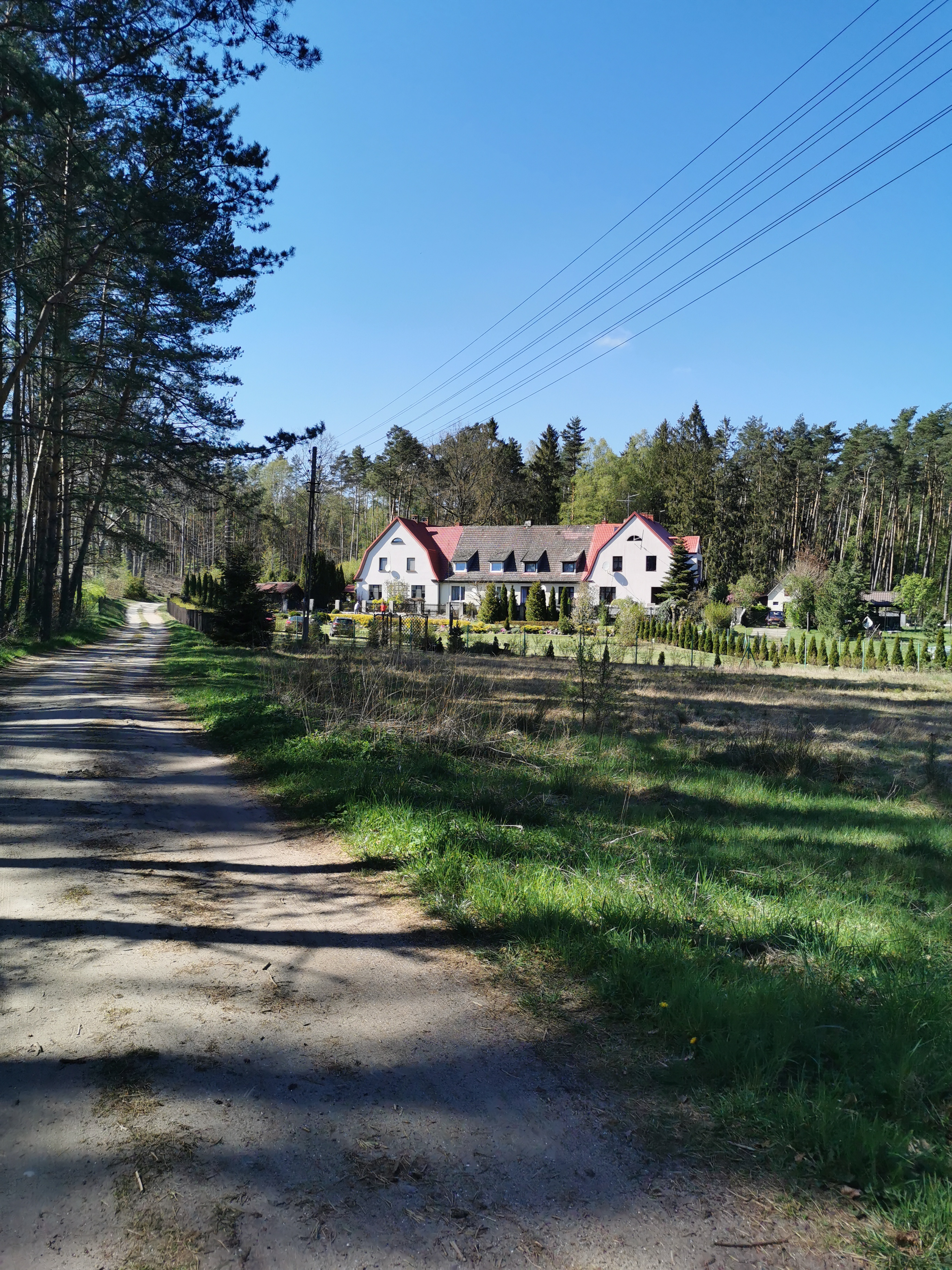
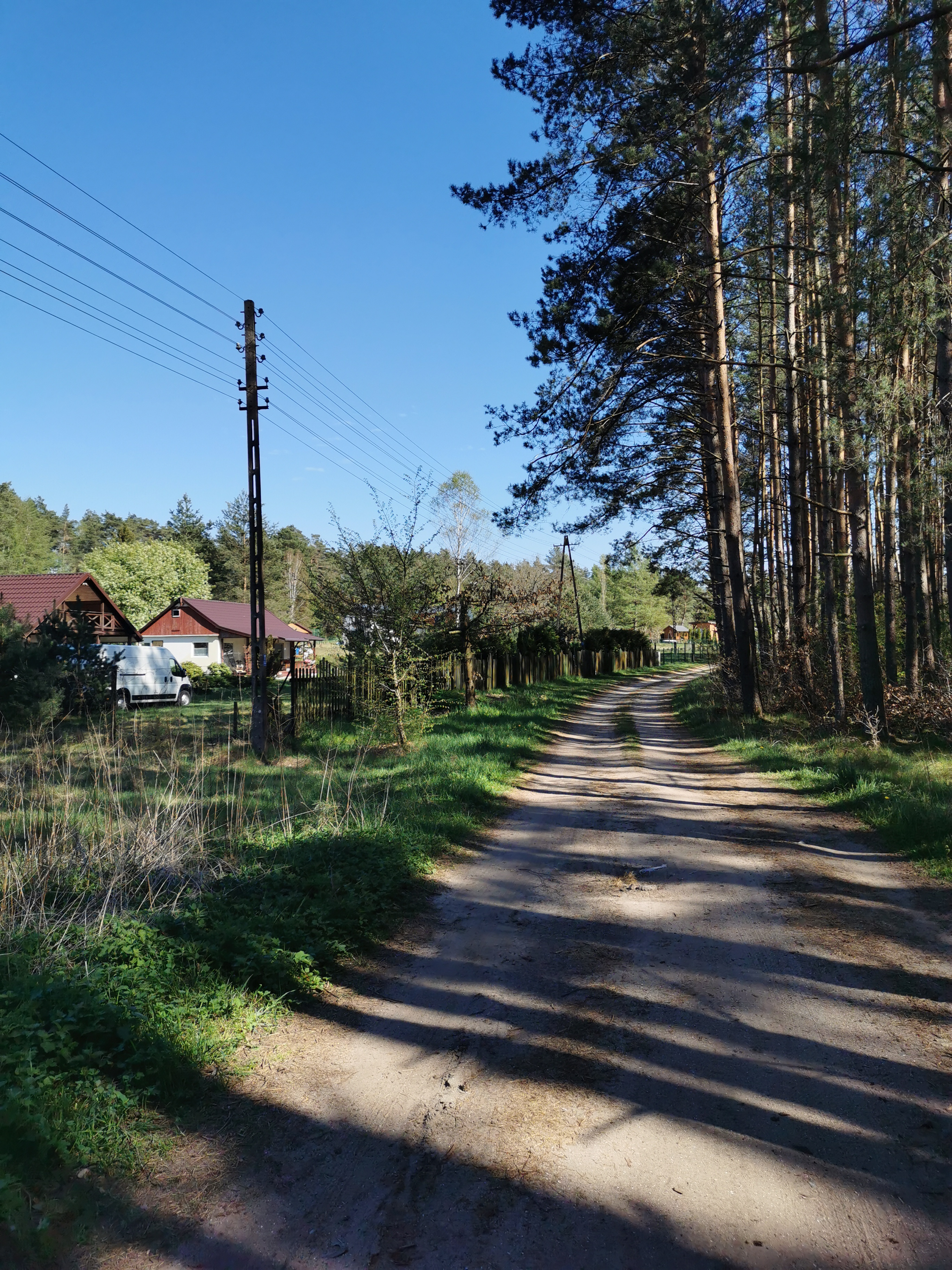
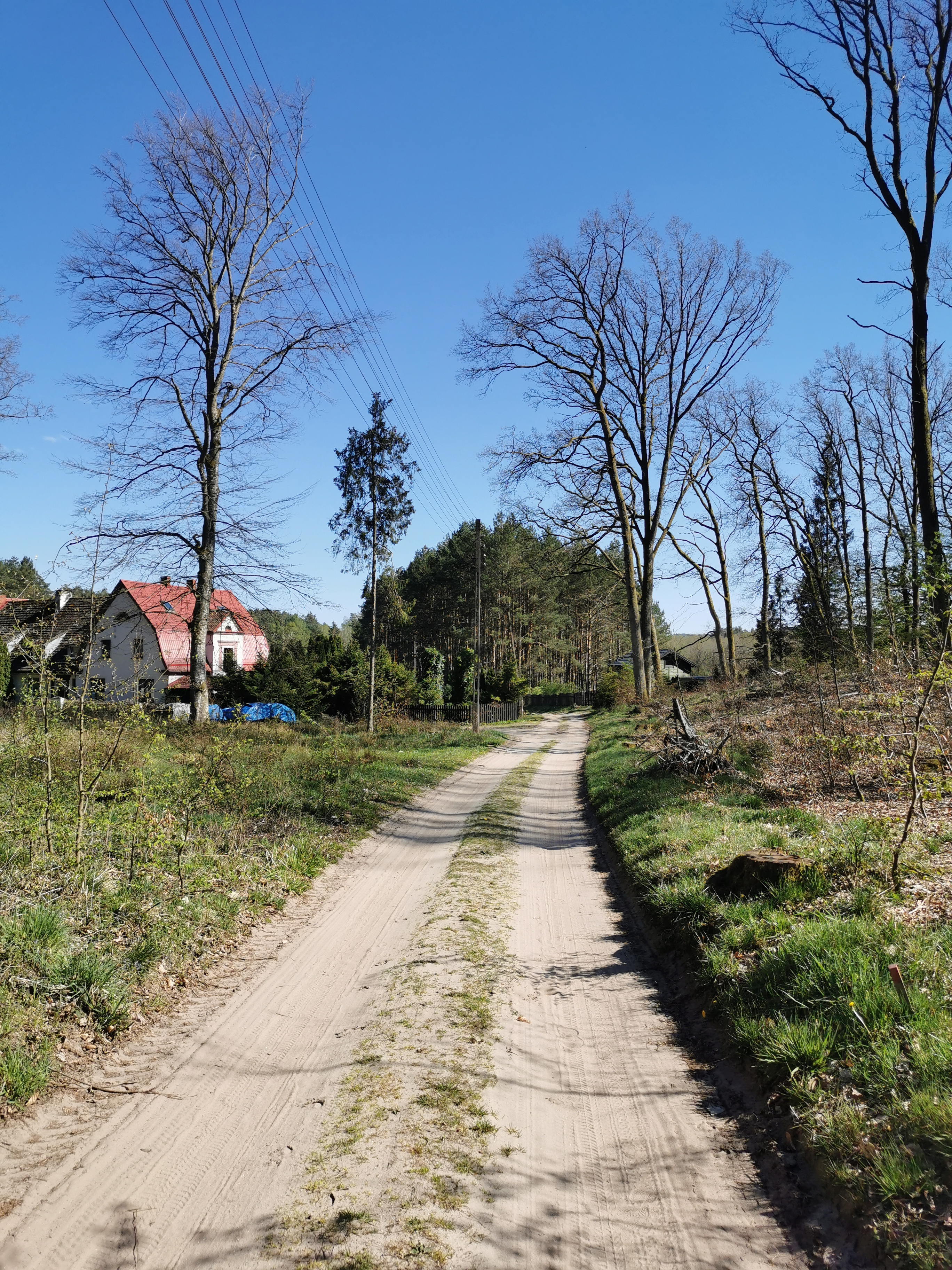
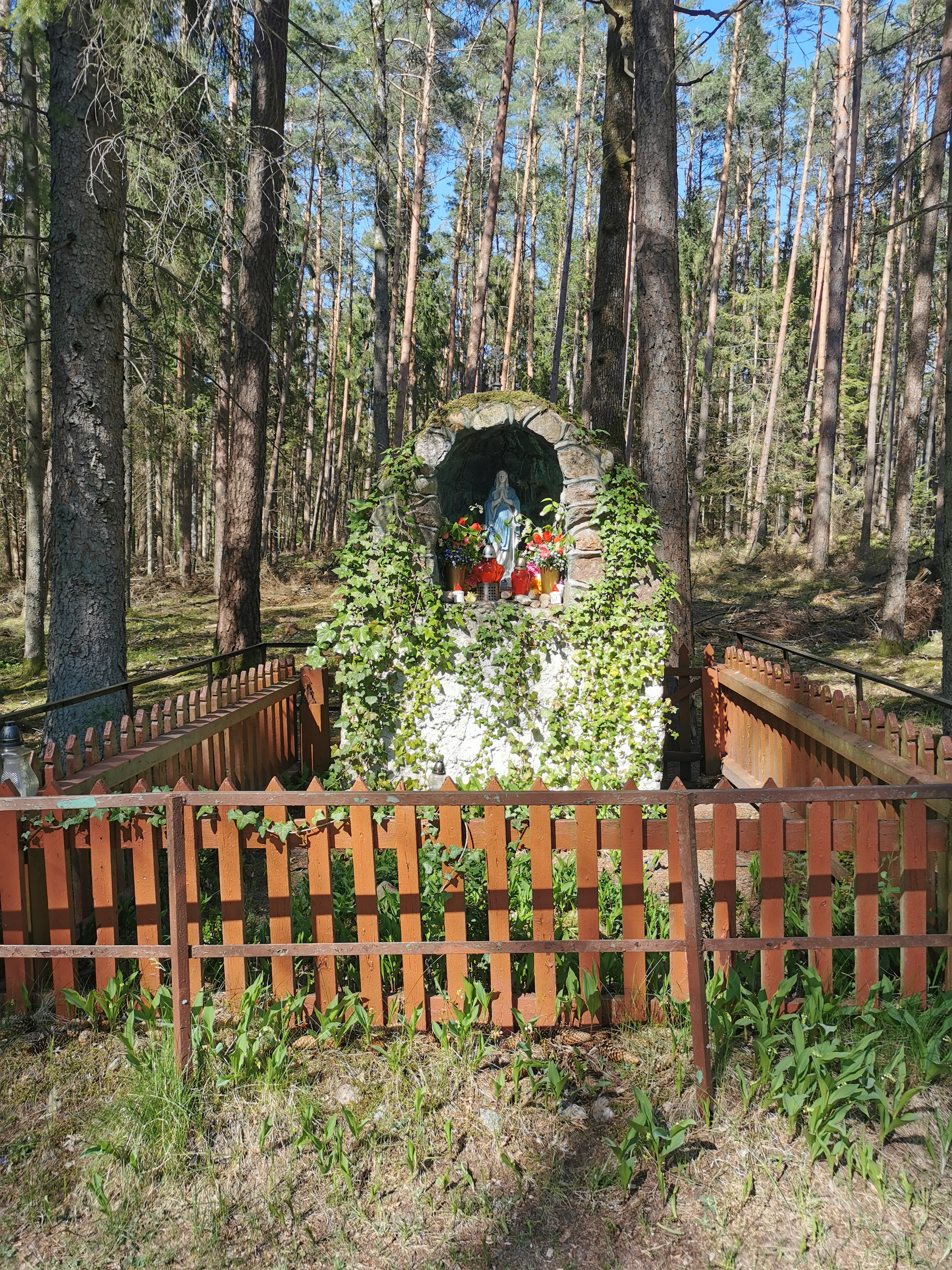

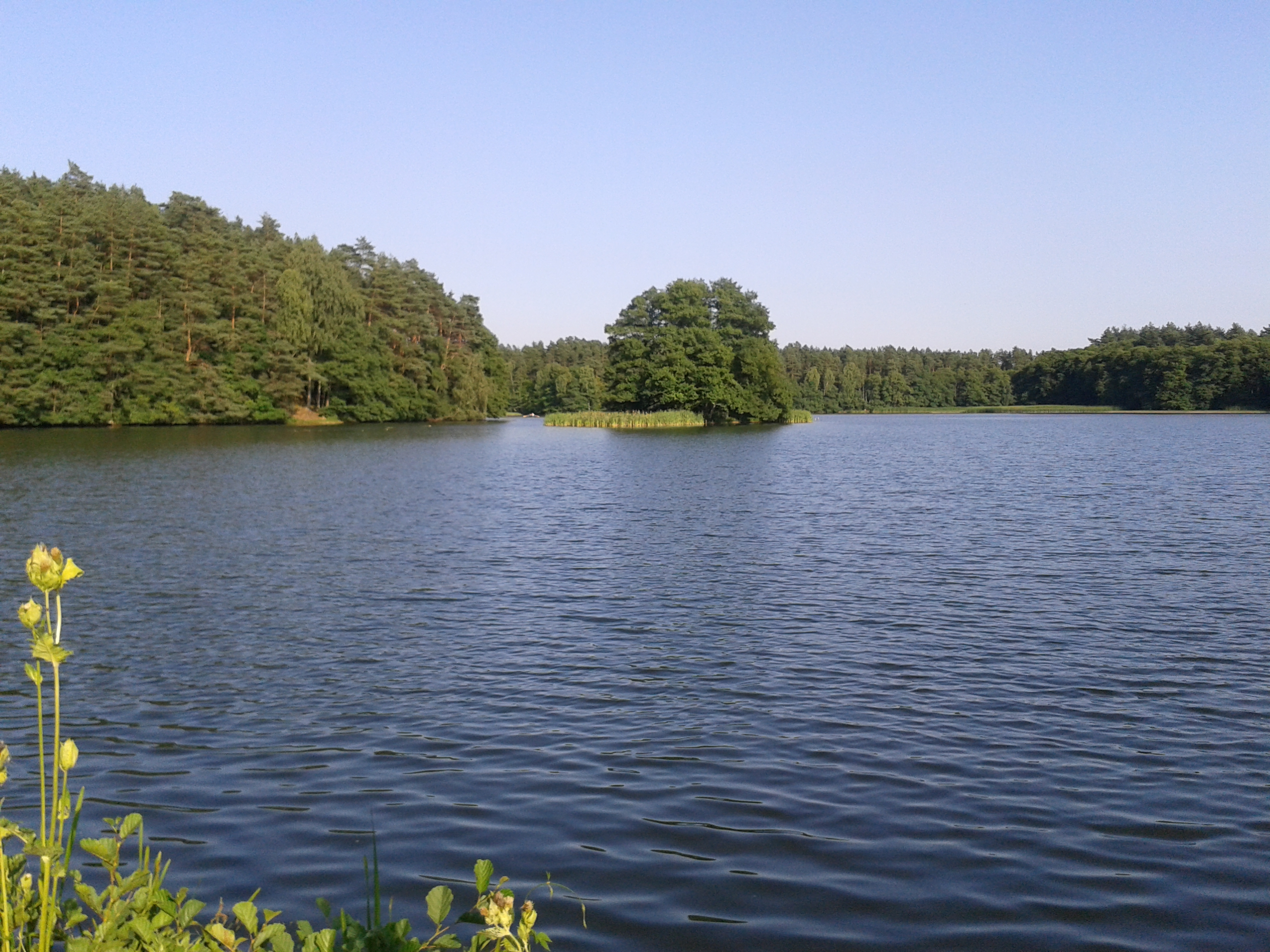
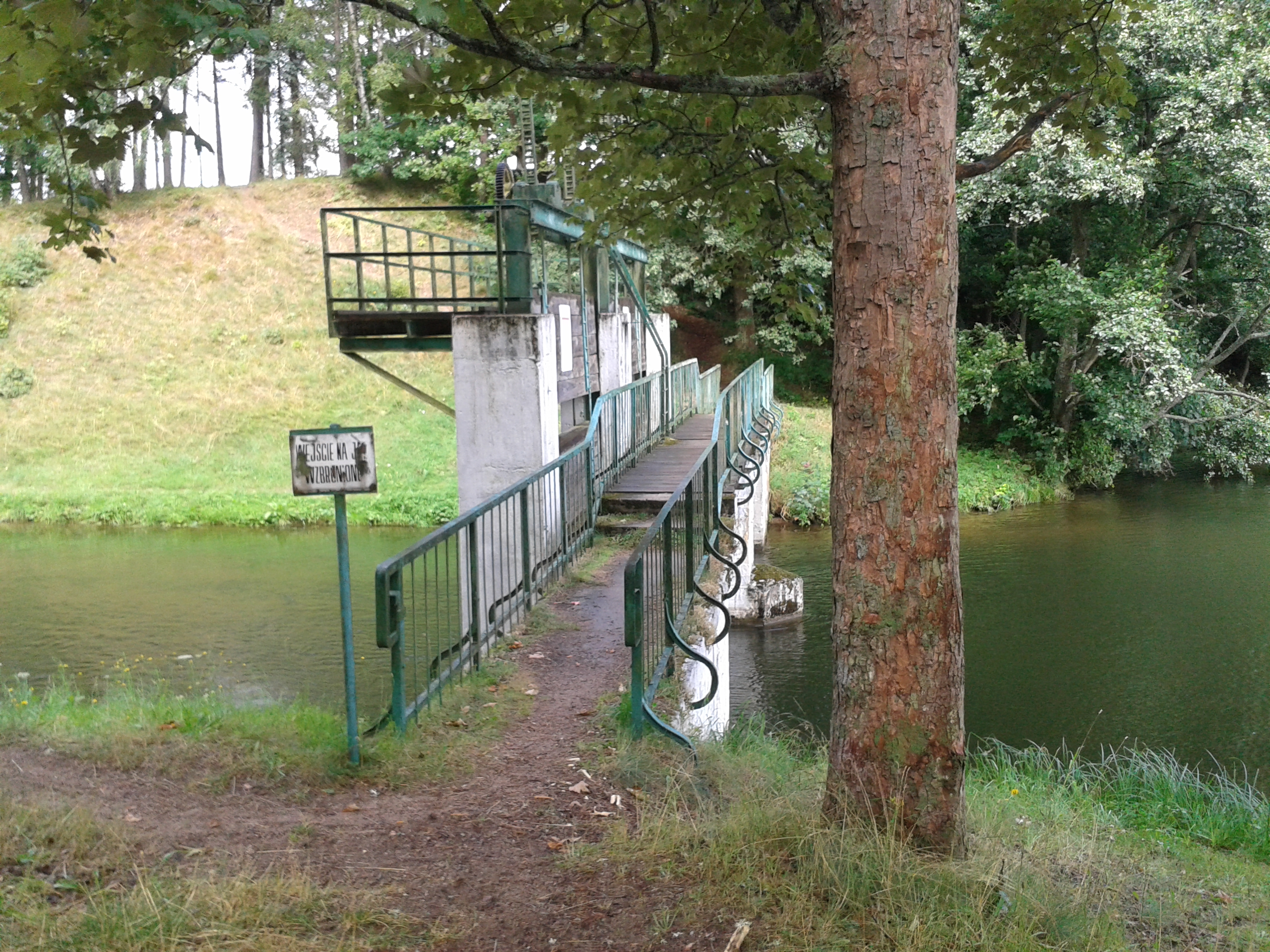
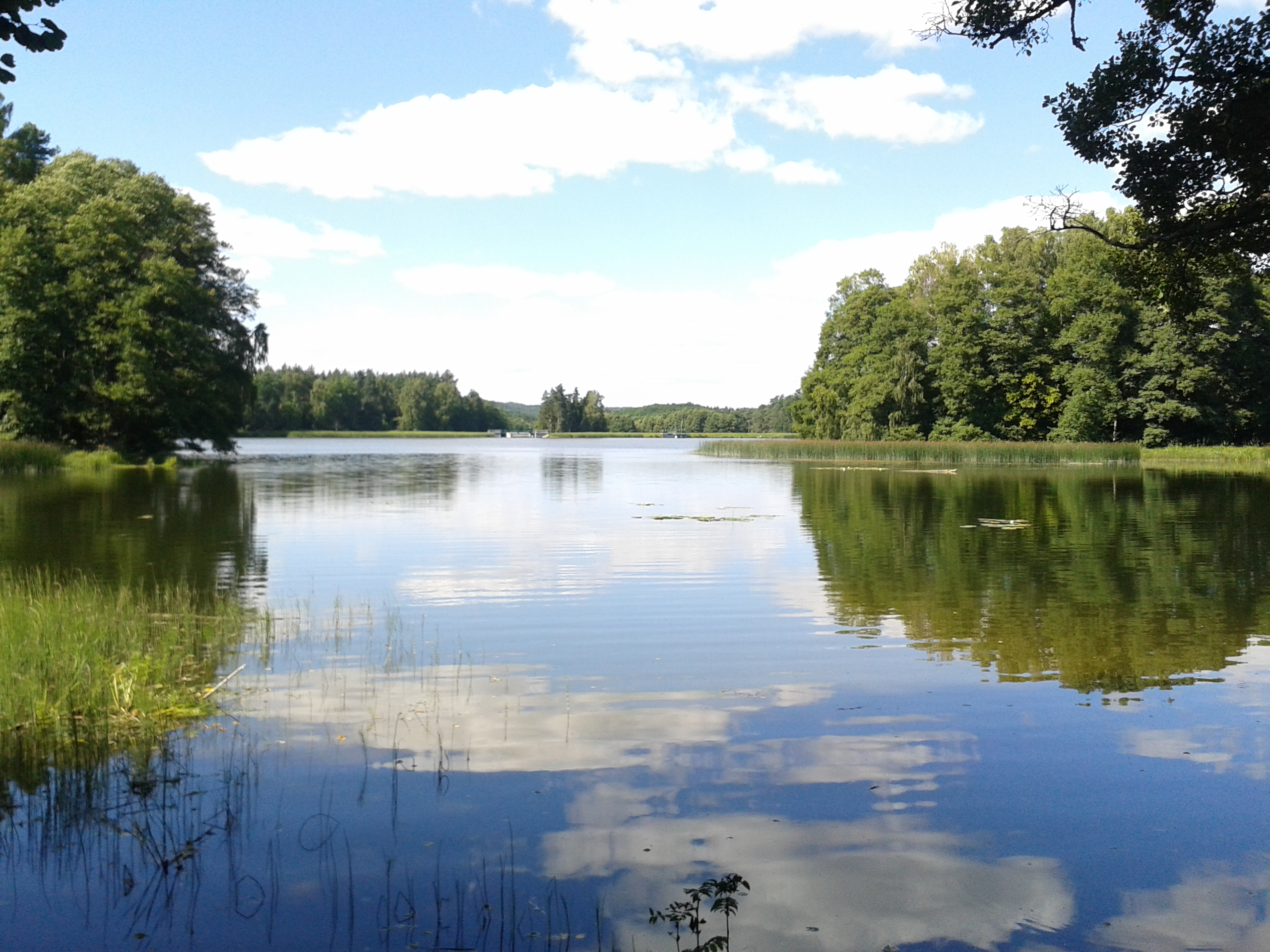
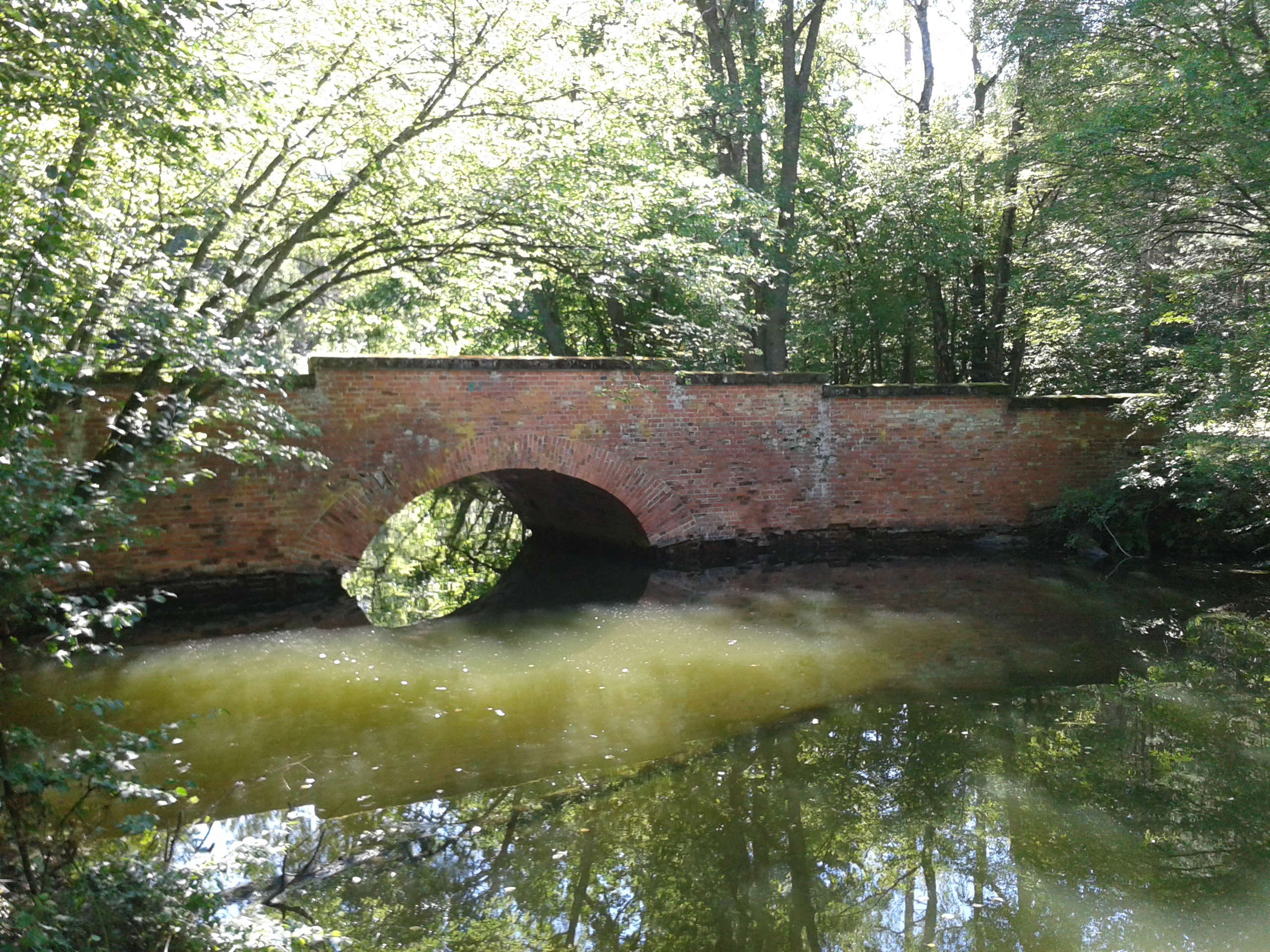